# Son or
Son or est un film muet français réalisé par Louis Feuillade et sorti en 1915.

## Fiche technique
- Réalisation et scénario : Louis Feuillade
- Société de production : Société des Établissements L. Gaumont
- Pays de production : France
- Format : Muet - Noir et blanc
- Genre : Court métrage
- Date de sortie : 1915

## Distribution
- Yvette Andréyor
- René Cresté
- Louis Leubas
- Édouard Mathé
- Marthe Vinot